# 정소영 (배드민턴 선수)
정소영(鄭素英, 1967년 2월 20일~)은 대한민국의 배드민턴 선수이다. 1992년 하계 올림픽 여자 복식 부문에서 황혜영과 함께 금메달을 획득하여 최초의 올림픽 여자 복식 금메달리스트가 되었다.

## 개인사
1993년 배드민턴 선수인 김범식과 결혼했으며, 딸 셋을 낳았다. 장녀인 김혜정은 부모의 뒤를 이어 배드민턴 선수로 활동하고 있으며, 대한민국 주니어 국가대표와 국가대표 선수로 활동하고 있다.